# Ludvig 3. af Pfalz
Ludvig 3., også kaldet Ludvig den Ældre (tysk: Ludwig der Ältere) eller Ludvig den Skæggede (tysk: Ludwig der Bärtige), (23. januar 1378 – 30. december 1436 i Heidelberg) var kurfyrste af Pfalz fra 1410 til sin død i 1436. Han tilhørte fyrstehuset Wittelsbach og grundlagde den såkaldte ældre kurfyrstelige linje, der regerede i Kurfyrstendømmet Pfalz, indtil den uddøde i 1559. 